# Campionato tedesco di calcio a 5
La DFB Futsal-Cup è la massima competizione tedesca di calcio a 5 organizzata dalla Deutscher Fußball-Bund.
La coppa nel 2009 è giunta alla sua quarta edizione, raccogliendo in una fase finale le migliori classificate delle leghe regionali tedesche. Non esistendo un campionato nazionale, la coppa rappresenta quindi l'unico trofeo nazionale tedesco, e la sua conquista dà diritto alla qualificazione alla UEFA Futsal Cup. Sino ad oggi è l'Hamburg Panthers la squadra più titolata con quattro successi.

## Albo d'oro
| Stagione  | Campionato           | Coppa         |
| --------- | -------------------- | ------------- |
| 2005-2006 | UFC Münster          | Non disputata |
| 2006-2007 | Eppelborn            | Non disputata |
| 2007-2008 | UFC Münster          | Non disputata |
| 2008-2009 | Panthers Köln        | Non disputata |
| 2009-2010 | Croatia Berlin       | Non disputata |
| 2010-2011 | Croatia Berlin       | Non disputata |
| 2011-2012 | Hamburg Panthers     | Non disputata |
| 2012-2013 | Hamburg Panthers     | Non disputata |
| 2013-2014 | Nafi Stuttgart       | Non disputata |
| 2014-2015 | Hamburg Panthers     | Non disputata |
| 2015-2016 | Hamburg Panthers     | Non disputata |
| 2016-2017 | Jahn Ratisbona       | Non disputata |
| 2017-2018 | Hohenstein-Ernstthal | Non disputata |
| 2018-2019 | Weilimdorf           | Non disputata |
| 2019-2020 | Hohenstein-Ernstthal | Non disputata |
| 2020-2021 | Weilimdorf           | Non disputata |
| 2021-2022 | Stuttgarter          | Non disputata |

## Vittorie per club

### Campionato
| Titoli | Squadra              | Anni                   |
| ------ | -------------------- | ---------------------- |
| 4      | Hamburg Panthers     | 2012, 2013, 2015, 2016 |
| 2      | UFC Münster          | 2006, 2008             |
| 2      | Croatia Berlin       | 2010, 2011             |
| 2      | Hohenstein-Ernstthal | 2018, 2020             |
| 2      | Weilimdorf           | 2019, 2021             |
| 1      | Eppelborn            | 2007                   |
| 1      | Panthers Köln        | 2009                   |
| 1      | Nafi Stuttgart       | 2014                   |
| 1      | Jahn Ratisbona       | 2017                   |
| 1      | Stuttgarter          | 2022                   |